# Liljeholmen

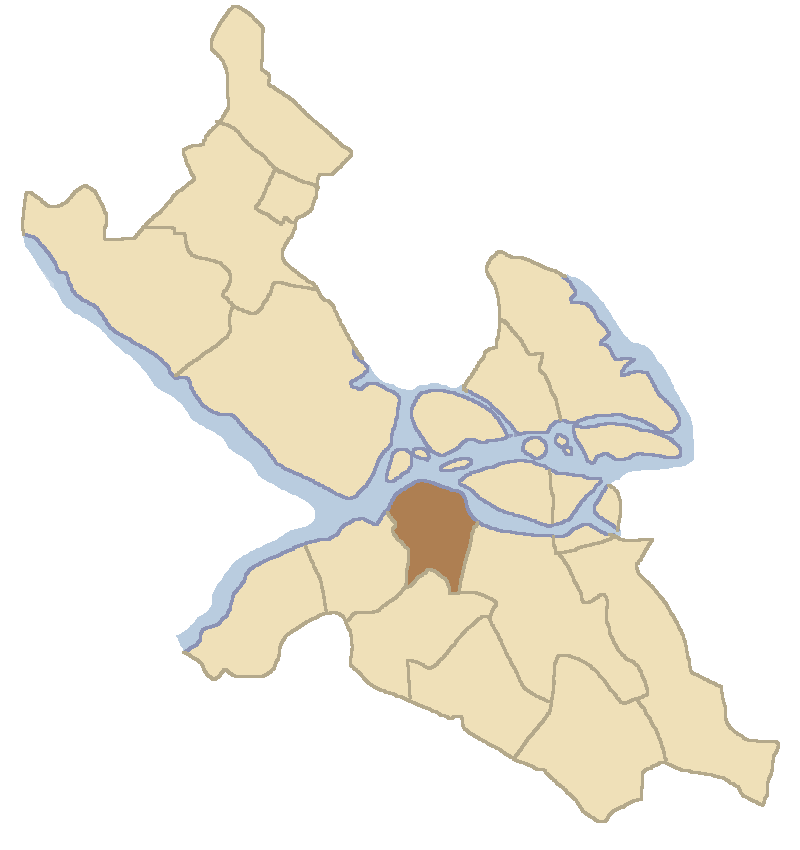
Lage von Liljeholmen im Stockholmer Stadtgebiet

Liljeholmen ist ein ehemaliger Stockholmer Stadtbezirk und heutiger Stadtteil mit etwa 30.000 Einwohnern. Am 1. Januar 2007 wurden die bisherigen Stadtbezirke Hägersten und Liljeholmen als Stadtteile in den neugebildeten Stadtbezirk Hägersten-Liljeholmen eingegliedert.
Liljeholmen, das im 19. Jahrhundert noch am Stadtrand lag, wurde früh zu einem Industriegebiet. Mit dem Bau der Eisenbahn durch das Gebiet beginnt die Ansiedelung von Werkstätten und Industriebetrieben entlang der Eisenbahn, u. a. die Werkstätten der Schwedischen Eisenbahnen (SJ) und Alfred Nobels Sprengstofffabrik. Für die Arbeitskräfte in den Fabriken entstanden Arbeitersiedlungen in der Nähe, und Årstadal wurde Ende des 19. Jahrhunderts zu einem der ersten Vororte Stockholms.

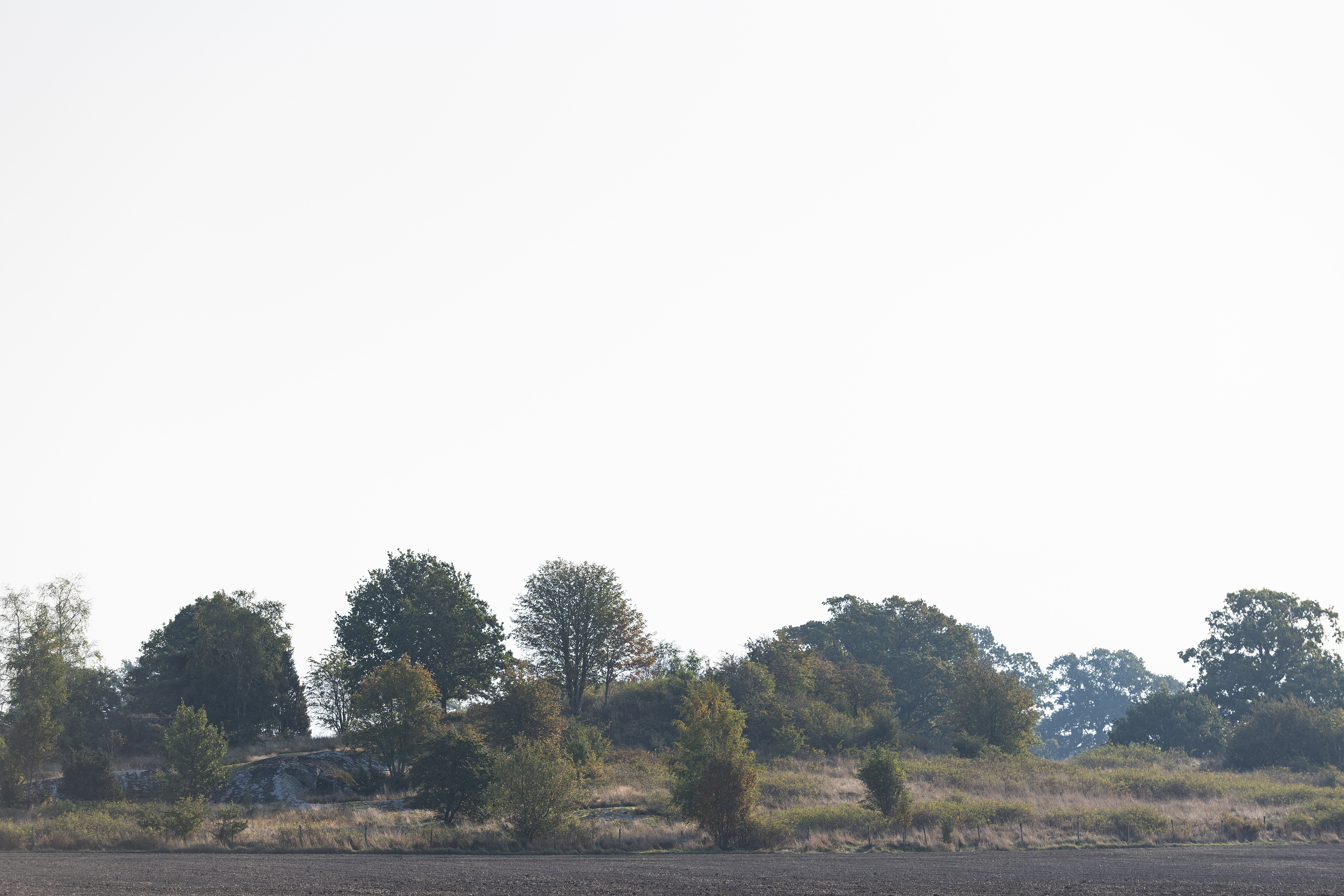
Großhügel Lustigkulle

1913 wurde Liljeholmen eingemeindet, und mit dem Bau der Årstabrücke und der Umlegung der Bahntrasse verloren die SJ-Werkstätten an Bedeutung. Anstelle dessen entstanden Großhandelszentren. In den 1960er und 1970er Jahren ersetzten moderne Industrie- und Verwaltungskomplexe die alte Mischung von Fabriken und Wohngebieten im Südosten des Bezirkes. Gleichzeitig entstand ein modernes Wohnviertel auf dem Nybohovsberg. In den 1990er Jahren wurde ein weiteres Wohnviertel auf dem Nybodaberg gebaut.
In Liljeholmen befindet sich der Lustigkulle und See Trekanten.
Koordinaten: 59° 19′ N, 18° 1′ O